# Knut Ekbom
Knut Frans Oskar Ekbom, född den 25 januari 1863 i Stockholm, död den 23 augusti 1929 i Härnösand, var svensk jurist. Han var far till Sven Ekbom. 
Ekbom blev student vid Uppsala universitet 1883 och avlade examen till rättegångsverken där 1887. Han blev vice häradshövding 1891 och var adjungerad ledamot i Svea hovrätt 1896–1900. Ekbom blev häradshövding i Piteå domsaga 1900 och i Ångermanlands södra domsaga 1912. Han var landstings- och kommunalman samt innehade flera andra offentliga uppdrag. Ekbom blev riddare av Nordstjärneorden 1910 och kommendör av andra klassen av samma orden 1925. Han vilar på Nya kyrkogården i Härnösand.